# Ярославская епархия
Яросла́вская епа́рхия — епархия Русской православной церкви в средней части Ярославской области (в границах города Ярославля, а также Гаврилов-Ямского, Некрасовского, Ростовского и Ярославского районов). Входит в состав Ярославской митрополии.
Правящий архиерей — митрополит Ярославский и Ростовский Вадим (Лазебный) (с 26 декабря 2019 года).
В епархии 8 монастырей, 125 приходов, 11 храмов и молитвенных комнат при социальных и исправительных учреждениях, 11 часовен.
Священнослужителей — 178, в том числе 165 священников и 13 диаконов.

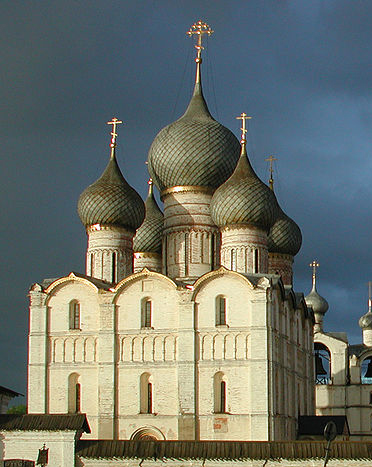
Успенский собор в Ростове Великом — кафедральный собор епархии до 1786 года

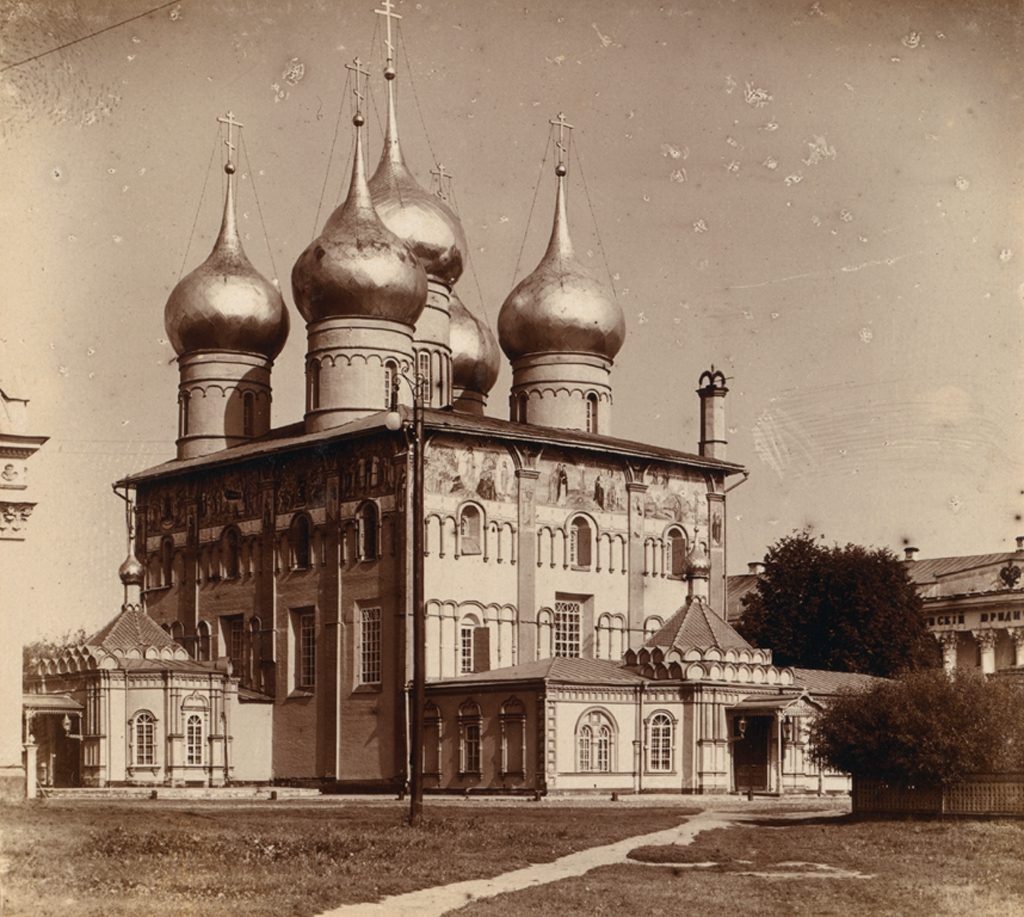
Старый Успенский собор — кафедральный собор до 1922 года

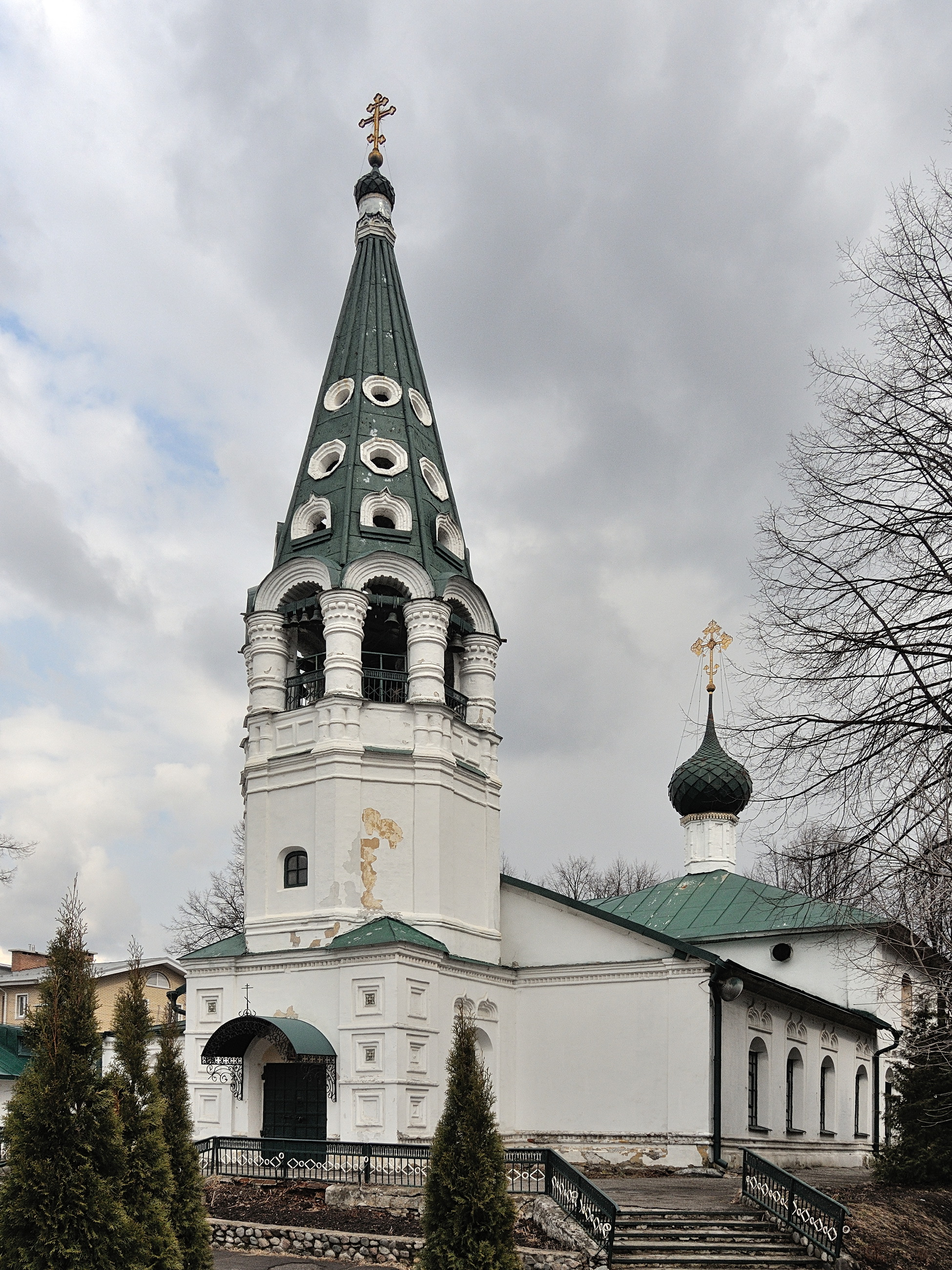
Николо-Пенская церковь — кафедральный собор до 1987 года

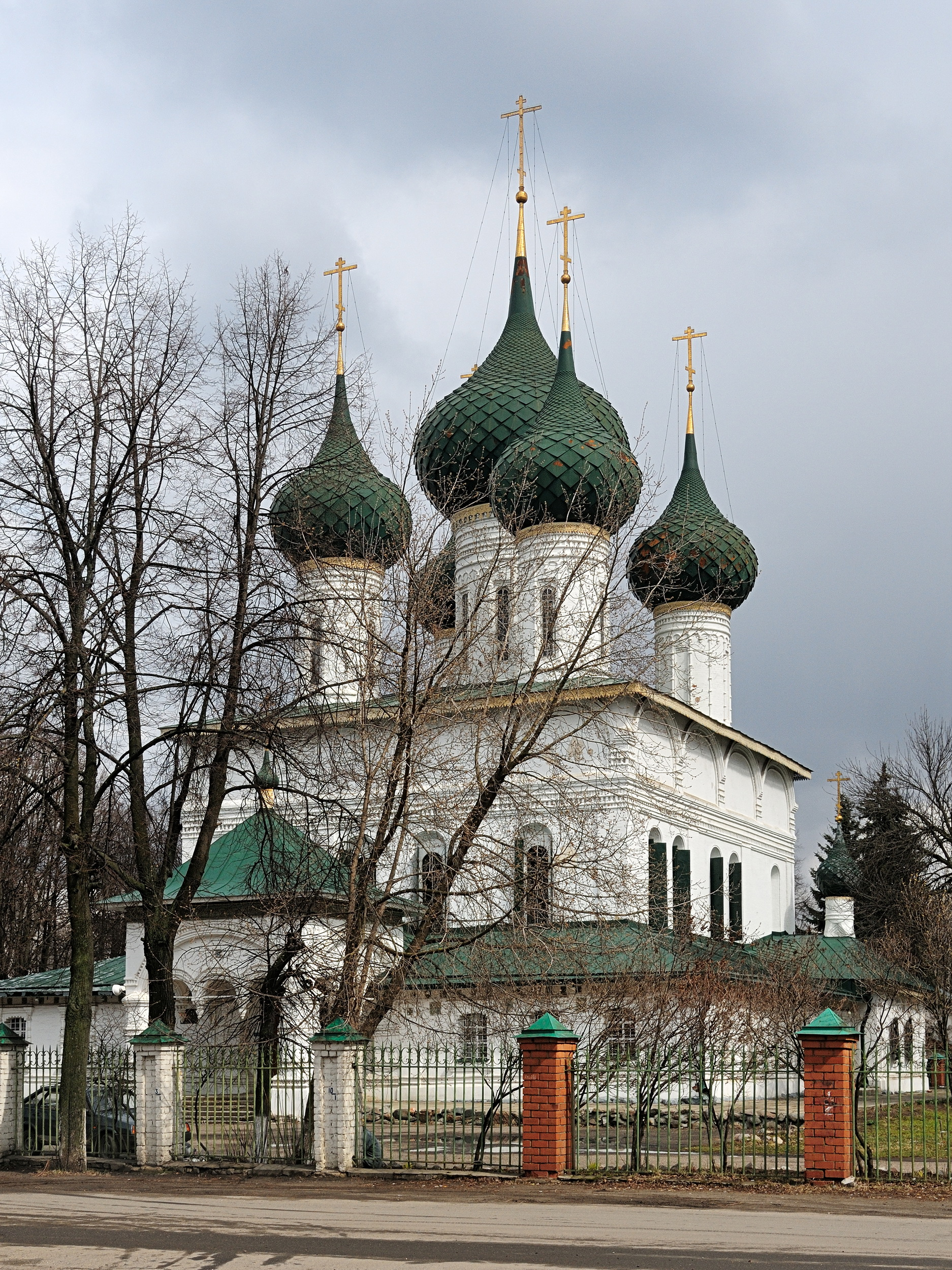
Фёдоровская церковь — кафедральный собор до 2010 года

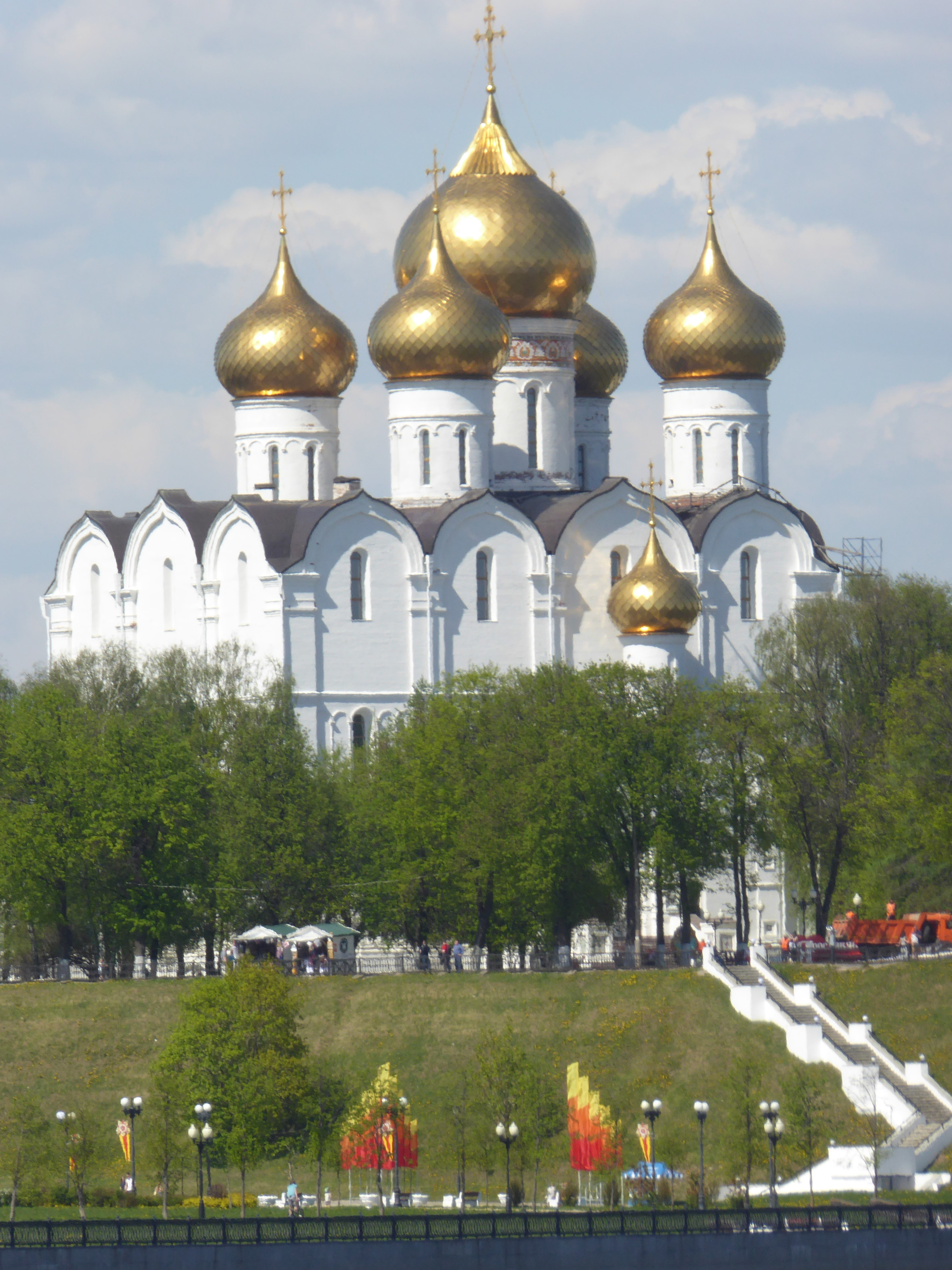
Новый Успенский собор — кафедральный собор c 2010 года

## История
Археологические исследования фиксируют наличие христианских предметов личного обихода (нательных крестов и др.) на территории Ярославской земли с середины — третьей четверти X века. Непосредственной предшественницей Ярославской епархии стала учреждённая в 991 году Ростовская и Суздальская епархия с центром в Ростове Великом; титул правящего архиерея неоднократно менялся.
В 1390 году епархия стала архиепископией, в 1589-м — митрополией, с 1711 по 1783 её возглавляли епископы и архиепископы, с 1783 по 1786 — архиепископы.
В 1786 году кафедра была перенесена из Ростова в Ярославль. На тот момент в епархии насчитывалось 29 монастырей.
С 1907 по 1913 год Ярославскую епархию возглавлял архиепископ Тихон (Беллавин), будущий Патриарх Московский и всея России. Его преемником на кафедре был митрополит Агафангел (Преображенский) (прославлен в 2000 году как священноисповедник). В 1923—1926 году епархией управлял архиепископ Иосиф (Петровых), бывший до того викарным епископом Ростовским.
После Второй мировой войны во главе епархии стояли такие известные архиереи, как Димитрий (Градусов), Никодим (Ротов), Иоанн (Вендланд).
15 марта 2012 года из состава епархии была выделена самостоятельная Рыбинская епархия, после чего в ведении Ярославской кафедры остались Ярославское городское, Гаврилов-Ямское, Некрасовское, Переславское, Ростовское и Ярославское сельское благочиния на юго-востоке Ярославской области. Одновременно Ярославская кафедра стала центром новоучреждённой Ярославской митрополии.
24 декабря 2015 года из состава Ярославской епархии был выделен городской округ Переяславль-Залесский и Переславский район, отошедшие в новообразованную Переславскую епархию.

## Изменение названия и территории
- Ростовская и Суздальская — с 992 года
- Ростовская, Суздальская, Владимирская и Муромская — с 1149 года
- Ростовская и Муромская — с 1164 (по другим сведениям — с 1172) года
- Ростовская, Суздальская и Владимирская — с 1198 года
- Ростовская, Переяславская и Ярославская — с 1213 (1214) года
- Ростовская и Ярославская — с 1226 года
- Ростовская, Ярославская и Белозерская — с 1389 (1390) года
- Ростовская и Ярославская — с 26 января 1589 (по другим сведениям — 1587) года
- Ярославская и Ростовская — с 16 октября 1799 (по другим сведениям — 1783, 1786, 1787) года

## Ярославские архиереи
- Арсений (Верещагин) (6 мая 1788 — 23 декабря 1799)
- Павел (Пономарёв) (26 декабря 1799 — 19 марта 1806)
- Антоний (Знаменский) (25 мая 1806 — 12 июля 1820)
- Филарет (Дроздов) (26 сентября 1820 — 3 июля 1821)
- Симеон (Крылов-Платонов) (3 июля 1821 — 28 марта 1824)
- Авраам (Шумилин) (7 мая 1824 — 3 сентября 1836)
- Филарет (Амфитеатров) (19 сентября 1836 — 18 апреля 1837) на епархии не был
- Евгений (Казанцев) (9 мая 1837 — 24 декабря 1853)
- Нил (Исакович) (24 декабря 1853 — 21 июня 1874)
- Димитрий (Муретов) (2 октября 1874 — 26 апреля 1876)
- Леонид (Краснопевков) (15 мая — 15 декабря 1876)
- Ионафан (Руднев) (28 февраля 1877 — 26 ноября 1903)
- Сергий (Ланин) (5 декабря 1903 — 5 августа 1904)
- Иаков (Пятницкий) (12 августа 1904 — 25 января 1907)
- Тихон (Беллавин) (25 января 1907 — 22 декабря 1913)
- Агафангел (Преображенский) (22 декабря 1913 — 16 октября 1928)
  - Иосиф (Петровых) (1923 — ?) — в/у, архиепископ Ростовский
  - Серафим (Самойлович) (15 января — 18 мая 1924) в/у, епископ Угличский
  - Трофим (Якобчук) (18 мая — ноябрь 1924) в/у, епископ Сызранский
  - Серафим (Самойлович) (1925—1926) в/у, архиепископ Угличский
- Пахомий (Кедров) (1928) в/у
- Павел (Борисовский) (21 января 1929 — 6 октября 1938)
  - 1938—1942 — кафедра вдовствовала
- Иоанн (Соколов) (14 августа 1942 — 12 февраля 1944)
- Алексий (Сергеев) (26 мая 1944 — 13 января 1947)
- Димитрий (Градусов) (13 января 1947 — 31 июля 1954)
- Борис (Вик) (31 июля — 29 октября 1954) в/у, архиепископ Берлинский
- Исаия (Ковалёв) (15 ноября 1954 — 8 октября 1960) в/у, епископ Угличский
- Никодим (Ротов) (23 ноября 1960 — 4 августа 1963)
- Леонид (Поляков) (4 августа 1963 — 20 мая 1964)
- Сергий (Ларин) (20 мая 1964 — 12 сентября 1967)
- Иоанн (Вендланд) (7 октября 1967 — 26 декабря 1984)
- Платон (Удовенко) (26 декабря 1984 — 2 ноября 1993)
- Александр (Могилёв) (2 ноября — 17 декабря 1993) в/у, епископ Костромской
- Михей (Хархаров) (17 декабря 1993 — 7 октября 2002)
- Кирилл (Наконечный) (7 октября 2002 — 27 июля 2011)
- Пантелеимон (Долганов) (27 июля 2011 — 26 декабря 2019)
- Вадим (Лазебный) (с 26 декабря 2019)

## Викариатства
- Переславль-Залесское (действовало в 1998 году, с 2015 года — самостоятельная епархия)
- Романовское (Тутаевское) (действовало в 1920-х годах)
- Ростовское (действовало с 1920 по 1935 год)
- Рыбинское (действовало в 1909—1934 и в 2010—2012 годах, с 2012 года — самостоятельная епархия)
- Угличское (действовало с 1888 по 2002 год)

## Благочиния
Епархия разделена на 10 церковных округов. По состоянию на октябрь 2022 года:
- Вятское благочиние
- Гаврилов-Ямское благочиние
- Некрасовское благочиние
- Петровское благочиние
- Ростовское благочиние
- Туношенское благочиние
- Ярославское сельское благочиние
- Ярославское северное благочиние
- Ярославское центральное благочиние
- Ярославское южное благочиние

## Монастыри
Мужские
- Спасо-Яковлевский монастырь в Ростове
- Николо-Бабаевский монастырь в Некрасовском
- Петровский монастырь в Ростове
- Спасо-Афанасиевский монастырь в Ярославле

Женские
- Толгский Введенский монастырь в Ярославле
- Авраамиев Богоявленский монастырь в Ростове
- Казанский монастырь в Ярославле
- Богородице-Рождественский монастырь в Ростове

Существовавшие ранее
- Леушинский Иоанно-Предтеченский монастырь (затоплен)
- Югская Дорофеева пустынь (затоплена)
- Петровский монастырь в Ярославле

## Образование и СМИ
- Ярославская духовная семинария (открыта в Ярославле в 2006 году)
- Ярославская губернская гимназия имени святителя Игнатия Брянчанинова (открыта в Ярославле в 2003 году)

Церковные СМИ: газета «Ярославские епархиальные ведомости», телепрограмма «Свеча» и радиопрограмма «Родник» на ГТРК «Ярославия».